# Kozlec
Kozlec (bułg. Козлец) – wieś w południowej Bułgarii, obwód Chaskowo, gmina Chaskowo. Według danych Narodowego Instytutu Statystycznego w Bułgarii, 31 grudnia 2011 roku wieś liczyła 442 mieszkańców.